# 13 mars 1965
Le samedi 13 mars 1965 est le 72e jour de l'année 1965.

## Naissances
- Cees Geel, acteur néerlandais
- David Orth, acteur canadien
- Fernando Bryce, artiste contemporain péruvien
- Gigi Rice, actrice américaine
- Héloret, auteur de bande dessinée français
- Iain Simcock, organiste, claveciniste et chef de chœur britannique
- Karim Ouchikh, homme politique français
- Mario Kopic, philosophe croate
- Mina Talbi, femme politique marocaine
- Shahidul Alam Sachchu, acteur bangladais
- Stern Demeulenaere, politicien belge
- Steve Bacic, acteur canado-croate
- Vicenta Jiménez García, femme politique espagnole

## Décès
- Corrado Gini (né le 23 mai 1884), statisticien italien
- Donald Linden (né le 3 mars 1877), athlète canadien
- Fan Noli (né le 6 janvier 1882), homme politique albanais
- Jules Le Bigot (né le 14 août 1883), amiral français
- Vittorio Jano (né le 22 avril 1891), ingénieur italien